# Stylianos Mavromichalis

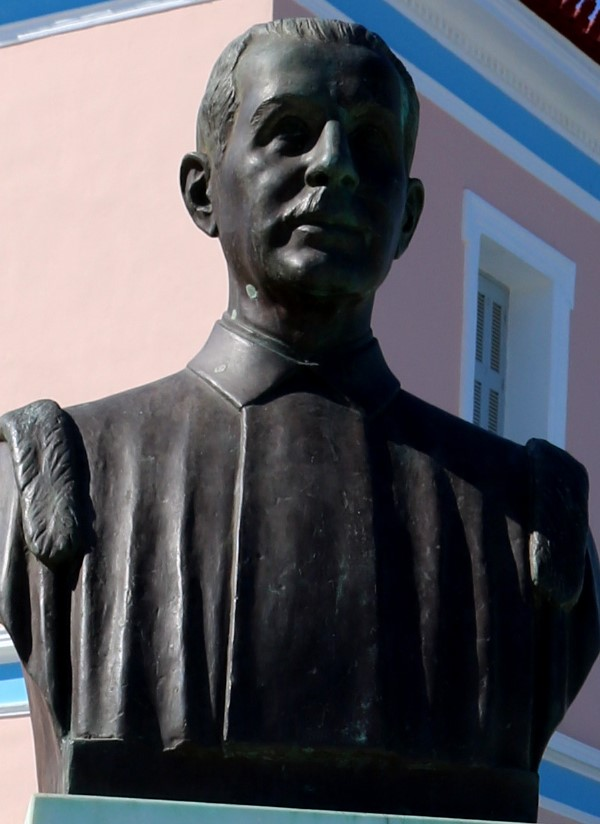
Stylianos Mavromichalis

Stylianos Mavromichalis (Grieks: Στυλιανός Μαυρομιχάλης) (Mani, 1902 – Athene, 30 oktober 1981) was een Grieks politicus, rechter en interim-premier van Griekenland van 29 september tot 8 november 1963.
Hij studeerde rechten en werd procureur-generaal van het Griekse Hof van Cassatie. In 1963 vormde hij op verzoek van koning Paul I een overgangsregering.